# Fabrizio Fasano
Fabrizio Fasano (Milão, 12 de julho de 1935 — São Paulo, 24 de novembro de 2018) foi um empresário italiano, naturalizado brasileiro, do ramo de restaurantes e hotéis. Membro de uma tradicional família de donos de restaurantes, o primeiro deles aberto em São Paulo em 1902, Fasano continuou com a tradição da família e comandou o Grupo Fasano.
O grupo conta com restaurantes nas principais capitais do Brasil: São Paulo, Rio de Janeiro e Brasília. Além de outras cidades, como Salvador, Trancoso e Punta del Este, no Uruguai.